# Clarias cavernicola
Cá trê vàng (Danh pháp khoa học: Clarias cavernicola) là một loài cá trê trong họ Clariidae. Chúng được coi là một trong những loài động vật quý hiếm nhất thế giới. Số cá thể của loài này đang bị đe dọa từ việc hút nước khỏi các hang động gây ra sự hạt thấp mực nước. Tỉ lệ xuất hiện của cá trê vàng là 1/1 triệu con. Loài cá sống trong hang này chỉ được phát hiện ở các hang động vùng Aigamas, Otjozondjupa, Namibia. Chúng không có sắc tố và có thể dài đến 16.1 cm.

## Đặc điểm
Loài cá trê vàng gốc chỉ xuất hiện tại một hang động ở Namibia. Cá trê màu vàng nặng khoảng 800g, dài 30 cm, có 8 râu trong đó 2 râu lớn 6 râu nhỏ, Khi vừa câu lên thì con cá có màu vàng óng ánh nhưng sau đó con cá này chuyển màu (bớt vàng lại) nhưng vẫn còn vàng khác biệt so với các con cá trê bình thường.

## Tại Việt Nam
Ở Việt Nam, có báo cáo ghi nhận là có sự xuất hiện của cá trê vàng, cá trê màu vàng hoặc màu trắng phát hiện ở Việt Nam có thể do đột biến gen. Trước đó người dân ở các địa phương khác cũng từng bắt được cá trê màu vàng. Cụ thể là:
- Vào tháng 8 năm 2012, khi kéo lưới ở khu vực ao nhà tại huyện Long Mỹ, tỉnh Hậu Giang, một người đã bắt được một con cá trê có màu vàng lạ. Con cá có trọng lượng khoảng 300g, dài khoảng 30 cm, toàn thân con cá có màu vàng tươi, không giống như những con cá trê bình thường có màu xám đen. Người bắt đã giữ con cá lại nuôi làm cảnh.
- Tháng 11 năm 2016, trong lúc câu cá tại một mương nước gần nhà tại xóm Thái Lộc, xã Nghi Thái, huyện Nghi Lộc, tỉnh Nghệ An, một người bất ngờ bắt được con cá trê màu vàng lạ được cho là giống cá quý hiếm trên thế giới. Con cá trê nặng khoảng 1 kg, dài khoảng 60 cm, có lớp da trơn bóng.
- Vào tháng 2 năm 2017, một người khi thả lưới dưới lòng sông gần khu du lịch suối Lương (dưới chân đèo Hải Vân) đã bắt được con cá trê màu vàng nặng gần 2 kg, con cá trê mắc lưới cùng nhiều loại cá khác. Con cá này có hình thù giống cá trê bình thường. Tuy nhiên, toàn thân con cá lại màu vàng từ phần râu, vây cho đến đuôi, người này không bán mà dự định rồi thả về tự nhiên.
- Nông dân Bạc Liêu đã bắt được con cá trê có số râu gấp đôi so với cá bình thường, và vàng như nghệ trong ao gần nhà, con cá trê nặng khoảng 200 gr, dài 25 cm, toàn thân màu vàng rực và có 8 râu, có thể do đột biến gen nên cá có màu vàng óng, và nhiều hơn 4 râu so với cá trê thông thường[5].